# リディア (小惑星)
リディア (110 Lydia) は、小惑星帯に位置する比較的大きな小惑星の一つ。M型小惑星でニッケルや鉄を含む。小惑星族の一つであるリディア族の名前の由来となった。
1870年4月19日にフランスの天文学者、アルフォンス・ボレリーにより発見され、紀元前に地中海沿岸にあったリュディアにちなんで命名された。1999年9月18日にリディアによる掩蔽が観測された。